# Konrad zu Hohenlohe-Schillingsfürst

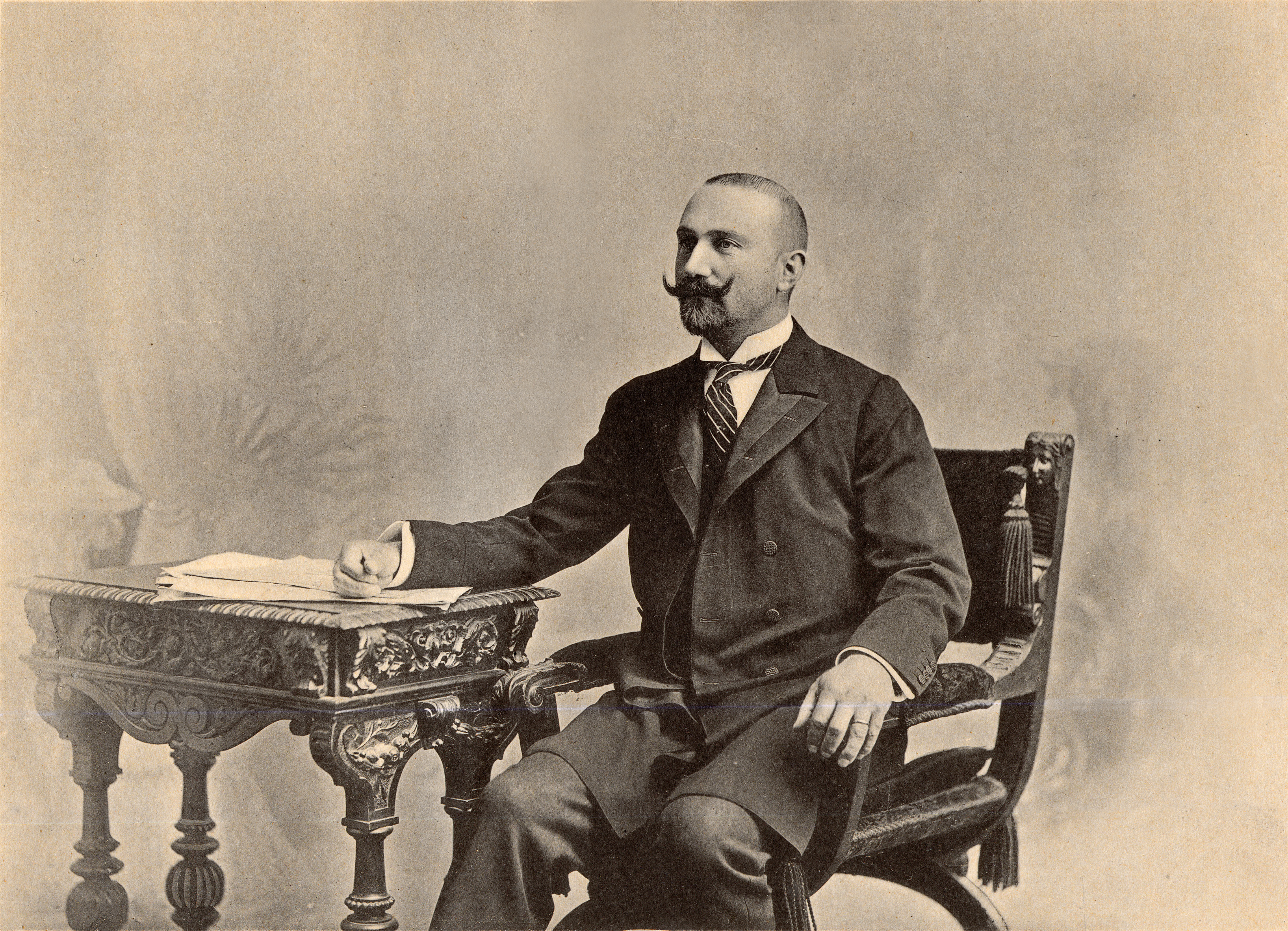
Konrad zu Hohenlohe-Waldenburg-Schillingsfürst in 1903

Vorst Konrad zu Hohenlohe-Waldenburg-Schillingsfürst (Wenen, 16 december 1863 – Kammern im Liesingtal, 21 december 1918) was een Oostenrijks aristocraat en staatsman.

## Biografie
Na zijn rechtenstudies aan de Universiteit van Wenen trad Hohenlohe-Schillingsfürst in staatsdienst in Praag en werkte daarna op het ministerie van Binnenlandse Zaken van Cisleithanië, zoals het Oostenrijkse landsdeel van Oostenrijk-Hongarije werd genoemd. Hij werd benoemd tot districtskapitein (Bezirkshauptmann) in het Boheemse Teplitz-Schönau, waar hij zich toonde als een man van verzoening en sociale rechtvaardigheid. Zo bereikte hij een regeling omtrent een mijnwerkersstaking en gaf hij de toestemming voor de opvoering van Hauptmanns sociaal kritische stuk "De wevers", hetgeen hem de bijnaam de "rode prins" opleverde. In 1888 trouwde hij met gravin Franziska von Schönborn-Buchheim (1866-1937).
Van 1903 tot 1904 was Hohenlohe-Schillingsfürst statthalter (keizerlijk gouverneur) van de Boekovina en nadien van het Küstenland. Als een vertrouweling van aartshertog Frans Ferdinand werd hij in mei 1906 aangesteld als minister-president van Cisleithanië, met het doel een kiesstelselhervorming door te duwen die het algemeen mannelijk stemrecht moest bewerkstelligen. Hohenlohe-Schillingsfürst trachtte hiervoor de stemmen van de Italiaanse afgevaardigden te winnen, maar slaagde er net als zijn voorganger Gautsch niet in de hervorming door de Rijksraad te krijgen. Hij trad vervolgens af binnen de maand en keerde terug naar het Küstenland en werd opgevolgd als minister-president door Max Wladimir von Beck.

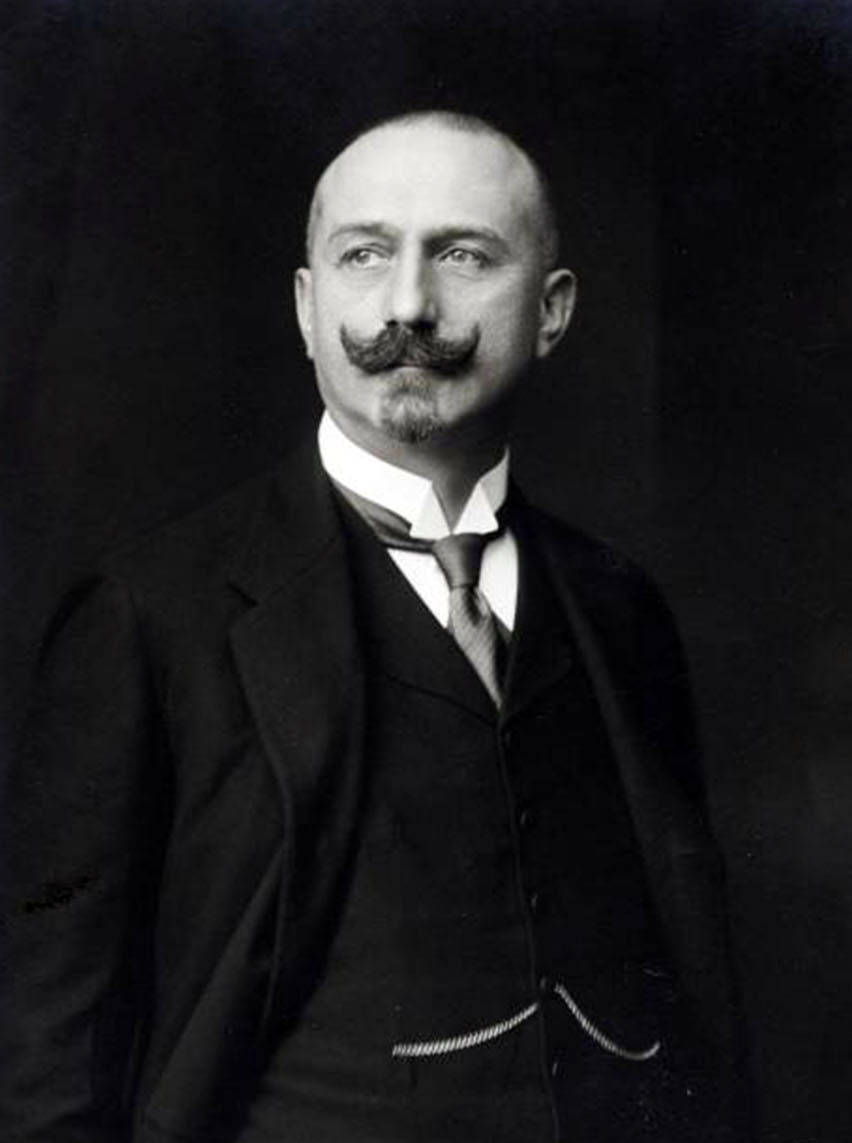
Konrad zu Hohenlohe-Waldenburg-Schillingsfürst in 1915

Nadien bleef hij statthalter van het Küstenland tot in 1915. In deze functie had hij te kampen met een aanzwellend Italiaans irredentisme. Zijn centralisatiemaatregelen ten voordele van de regering in Wenen stuitten op hevig protest. Toen Italië ermee dreigde zich aan te sluiten bij de geallieerden, nam hij ontslag. Terug in Wenen werd hij minister van Binnenlandse Zaken in de regering van graaf Stürgkh. Als minister ontwikkelde hij plannen voor de evolutie van de Oostenrijks-Hongaarse dubbelmonarchie in een federatie van vier deelstaten: Oostenrijk, Hongarije, Polen (Galicië) en "Illyrië", bestaande uit Kroatië-Slavonië, Bosnië-Herzegovina en Dalmatië. De plannen werden echter verworpen, grotendeels door Hongaarse politici.
Hohenlohe-Schillingsfürst trad af als binnenlandminister eind oktober 1916, kort na de moord op graaf Stürgkh. Vanaf 2 december 1916 was hij drie weken lang Oostenrijks-Hongaars minister van Financiën en werd in deze functie opgevolgd door baron Burián. Op 2 december 1916 werd hij eveneens een lid van het Herenhuis, het Oostenrijkse hogerhuis. Op het einde van de Eerste Wereldoorlog trok hij zich terug uit de politiek en overleed kort nadien tijdens een jachtpartij.
Beust · K. von Auersperg · Taaffe · Plener · Hasner von Artha · Potocki · Hohenwart · Holzgethan · A. von Auersperg · Stremayr · Taaffe · Windisch-Graetz · Kielmansegg · Badeni · Gautsch von Frankenthurn · Thun ·  Clary-Aldringen · Wittek · Koerber · Gautsch von Frankenthurn · Hohenlohe-Schillingsfürst · Beck · Bienerth-Schmerling · Gautsch von Frankenthurn · Stürgkh · Koerber · Clam-Martinic · Seidler von Feuchtenegg · Hussarek von Heinlein · Lammasch